# بوب جنتون
بوب جنتون (بالإنجليزية: Bob Gunton)‏ مواليد 15 نوفمبر 1945 في سانتا مونيكا، كاليفورنيا، الولايات المتحدة، هو ممثل أمريكي بدأ مسيرته الفنية عام 1981.

## الأعمال

### أفلام
- ولد في الرابع من يوليو
- جي اف كي
- الخلاص من شاوشانك
- ايس فنتورا: عندما تنادي الطبيعة
- رينديشن
- تينور
- لينكولن المحامي
- آرغو
- قانون
- سي اس آي:التحقيق في موقع الجريمة

## روابط خارجية
- بوب جنتون على موقع IMDb (الإنجليزية)
- بوب جنتون على موقع روتن توميتوز (الإنجليزية)
- بوب جنتون على موقع ألو سيني (الفرنسية)
- بوب جنتون على موقع ميوزك برينز (الإنجليزية)
- بوب جنتون على موقع أول موفي (الإنجليزية)
- بوب جنتون على موقع قاعدة بيانات برودواي على الإنترنت (الإنجليزية)
- بوب جنتون على موقع قاعدة بيانات برودواي على الإنترنت (الإنجليزية)
- بوب جنتون على موقع قاعدة بيانات الأفلام السويدية (السويدية)
- بوب جنتون على موقع إن إن دي بي (الإنجليزية)
- بوب جنتون على موقع ديسكوغز (الإنجليزية)